# Fredrik Bynander
Hans Fredrik Bynander, född 23 augusti 1970 i Svenljunga församling i Älvsborgs län, är en svensk statsvetare och docent. Han är son till Hans och Märta Bynander.
Fredrik Bynander disputerade i statsvetenskap vid Uppsala universitet 2003 på en avhandling om svensk säkerhetspolitik och de problem som den stod inför med de upprepade undervattenskränkningarna under 1980-talet och in på 1990-talet. Utöver säkerhetspolitik och internationella relationer har han i sin forskning ägnat sig åt krishantering, ledarskap och underrättelsetjänst.
Bynander var 2003–2007 forskarassistent vid Försvarshögskolan och 2007–2010 forskarassistent vid Statsvetenskapliga institutionen på Uppsala universitet. Åren 2009–2011 var han ämnessakkunnig vid Kansliet för krishantering i Statsrådsberedningen och 2011–2012 chef för Sektionen för strategisk planering i Statsrådsberedningen. Han var 2012–2017 vetenskaplig ledare för Nationellt centrum för krishanteringsstudier (CRISMART) vid Institutionen för säkerhet, strategi och ledarskap på Försvarshögskolan. Sedan 2016 är Fredrik Bynander styrelseordförande för Centre of Natural Hazards and Disaster Science vid Uppsala universitet. Sedan 2017 är han också chef för Centrum för totalförsvar och samhällets säkerhet vid Försvarshögskolan.
Fredrik Bynander invaldes 2013 som ledamot i Kungliga Krigsvetenskapsakademien. Han är också ledamot av Utrikespolitiska samfundet.